# ماریو دوپلانتیه
ماریو دوپلانتیه (به فرانسوی: Mario Duplantier) (زاده ۱۹ ژوئن ۱۹۸۱) یک موسیقیدان و هنرمند فرانسوی، درامر گروه گوژیرا می‌باشد.